# Christoph Iselin
Christoph Iselin, né le 22 septembre 1869 à Glaris et mort 10 février 1949 à Kilchberg, est l'un des pionniers du ski suisse.

## Biographie
Christoph Iselin, né le 22 septembre 1869, est l'un des pionniers du ski suisse,. Dès 1891, il travaille à la conception de ses skis. Deux ans plus tard il réussit l'ascension du col du Pragel. En 1893, il fonde le ski club du Glarus qui organise des concours de ski.
Il meurt le 10 février 1949 à Kilchberg.